# Boreoacanthomysis schrencki
Boreoacanthomysis schrencki is een aasgarnalensoort uit de familie van de Mysidae. De wetenschappelijke naam van de soort is voor het eerst geldig gepubliceerd in 1882 door Czerniavsky.